# Ик (озеро, Архангельская область)
Ик — пресноводное озеро на межселенной территории Онежского района Архангельской области.

## Общие сведения
Площадь озера — 5,4 км², площадь водосборного бассейна — 2620 км². Располагается на высоте 163,0 метров над уровнем моря.
Форма озера лопастная, продолговатая: оно более чем на три километра вытянуто с юго-запада на северо-восток. Берега заболоченные.
Через озеро протекает река Илекса, впадающая в Водлозеро.
Острова на озере отсутствуют.
Населённые пункты и автодороги вблизи водоёма отсутствуют.
Код объекта в государственном водном реестре — 01040100311102000019213.